# 若松茂美
若松 茂美（わかまつ しげみ、1937年 - ）は、日本の経営コンサルタント、椅子職人。マッキンゼー・アンド・カンパニー・ディレクターや同日本支社副社長、一橋大学教授を務めた。

## 人物・経歴
一橋大学商学部卒業。カリフォルニア大学バークレー校経営大学院修了、Master of Business Administration。三菱重工業を経て、マッキンゼー・アンド・カンパニーのサンフランシスコ事務所に入る。大前研一とともに東京事務所開設にあたり、マッキンゼー・アンド・カンパニー・ディレクターや、日本支社副社長を務めた。定年退職後は、55歳から職業訓練施設に通って、椅子作家となり、個展の開催なども行った。元一橋大学教授。陸軍大学校第34期優等・元陸軍大臣秘書官若松七郎は祖父。

## 著書
- 『ビジネス・リーダーシップ―80年代トップの条件』日本経済新聞社 1980年
- 『マッキンゼー成熟期の差別化戦略』（大前研一と共編著）プレジデント社 1982年
- 『ガイダンス 実践経営学』中公新書 1988年
- 『変革のマネジメント―明るい「リストラ」を考える』（上山信一、織山和久と共著）NTT出版 1993年
- 『マッキンゼー 成熟期の差別化戦略 2014年新装版』（大前研一と共編著）プレジデント社 2014年